# 羽般肖峭
羽般肖峭（学名：Tetragnatha pinicola）为肖峭科肖峭属的动物。分布于古北区以及中国大陆的吉林、辽宁、甘肃、西藏等地。该物种的模式产地在日本。